# Eleição municipal de Cuiabá em 2008
A eleição municipal da cidade brasileira de Cuiabá em 2008 aconteceu nos dias 5 e 26 de outubro para eleger um prefeito, um vice-prefeito e 19 vereadores no município de Cuiabá, capital do estado de Mato Grosso. A eleição para a prefeitura foi definida no segundo turno, entre os candidatos mais votados no primeiro: Wilson Santos (PSDB) e Mauro Mendes (PR), terminando com vitória do candidato tucano, que recebeu 60,47% dos votos válidos, e, consequentemente, o vice-prefeito Chico Galindo, do PTB. A disputa para as 25 vagas na Câmara Municipal de Cuiabá teve Everton Pop (PP) como vereador mais votado, com 5.280 votos. O PSDB foi o partido que mais elegeu candidatos a vereador (4), seguido pelo PP (3), PMDB, PR, PDT e PRTB (2 vereadores). PT, PPS, PRB e PTB elegeram apenas um vereador.

## Candidatos
Foram 5 candidatos à prefeitura em 2008: Mauro Mendes, do PR, Procurador Mauro, do PSOL, Wilson Santos, do PSDB, Walter Rabello, do PP e Valtenir Pereira, do PSB.
|  | Nº | Candidato(a) a prefeito | Candidato(a) a prefeito                            | Candidato(a) a vice-prefeito | Candidato(a) a vice-prefeito                      | Coligação |
|  | -- | ----------------------- | -------------------------------------------------- | ---------------------------- | ------------------------------------------------- | --- |
|  | 11 |                         | Walter Rabello (PP) Walter Machado Rabello Junior  |                              | Ana Rita (DEM) Ana Rita Maciel Ribeiro            | Movimento Popular Democrático - Partido Progressista (PP) - Democratas (DEM) - Partido Trabalhista Nacional (PTN) - Partido Humanista da Solidariedade (PHS) - Partido Trabalhista do Brasil (PTdoB) |
|  | 22 |                         | Mauro Mendes (PR) Mauro Mendes Ferreira            |                              | Professora Verinha (PT) Vera Lúcia Pereira Araújo | Compromisso com Cuiabá - Partido da República (PR) - Partido dos Trabalhadores (PT) - Partido Trabalhista Cristão (PTC) - Partido do Movimento Democrático Brasileiro (PMDB) - Partido Social Cristão (PSC) |
|  | 40 |                         | Valtenir Pereira (PSB) Valtenir Luiz Pereira       |                              | Cácila (PSB) Cácila Pires Nassardem               | Sem coligação - Partido Socialista Brasileiro (PSB) |
|  | 45 |                         | Wilson Santos (PSDB) Wilson Pereira dos Santos     |                              | Chico Galindo (PTB) Francisco Bello Galindo Filho | Dante Martins de Oliveira - Partido da Social Democracia Brasileira (PSDB) - Partido Trabalhista Brasileiro (PTB) - Partido Comunista do Brasil (PCdoB) - Partido Democrático Trabalhista (PDT) - Partido da Mobilização Nacional (PMN) - Partido Social Liberal (PSL) - Partido Republicano Progressista (PRP) - Partido Verde (PV) - Partido Social Democrata Cristão (PSDC) - Partido Renovador Trabalhista Brasileiro (PRTB) - Partido Popular Socialista (PPS) - Partido Republicano Brasileiro (PRB) |
|  | 50 |                         | Procurador Mauro (PSOL) Mauro César Lara de Barros |                              | Hélio Brandão (PSOL) Hélio Antunes Brandão Neto   | Sem coligação - Partido Socialismo e Liberdade (PSOL) |

## Resultados

### Prefeito
Em 5 de outubro de 2008, Wilson Santos venceu Mauro Mendes nas 989 seções eleitorais, com uma vantagem de 62.912 votos (141.327, contra 78.415 do republicano), insuficiente, no entanto, para vencer no primeiro turno. No dia 26, o tucano derrotou novamente Mauro Mendes, agora por 60.606 votos (175.038 a 114.432), garantindo sua reeleição para prefeito de Cuiabá.
| Candidato(a)            | Vice                    | 1º Turno 5 de outubro de 2008 | 1º Turno 5 de outubro de 2008 | 2º Turno 26 de outubro de 2008 | 2º Turno 26 de outubro de 2008 |
| Candidato(a)            | Vice                    | Votação                       | Votação                       | Votação                        | Votação                        |
| Candidato(a)            | Vice                    | Total                         | Porcentagem                   | Total                          | Porcentagem                    |
| ----------------------- | ----------------------- | ----------------------------- | ----------------------------- | ------------------------------ | ------------------------------ |
| Wilson Santos (PSDB)    | Chico Galindo (PTB)     | 141.327                       | 47,92%                        | 175.038                        | 60,47%                         |
| Mauro Mendes (PR)       | Professora Verinha (PT) | 78.415                        | 26,59%                        | 114.432                        | 39,53%                         |
| Walter Rabello (PP)     | Ana Rita (DEM)          | 49.954                        | 16,94%                        | Não participaram               | Não participaram               |
| Valtenir Pereira (PSB)  | Cácila Pires(PSB)       | 14.386                        | 4,88%                         | Não participaram               | Não participaram               |
| Procurador Mauro (PSOL) | Hélio Brandão (PSOL)    | 10.833                        | 3,67%                         | Não participaram               | Não participaram               |
| Total de votos válidos  | Total de votos válidos  | 294.915                       | 100,00%                       | 289.470                        | 100,00%                        |
| Votos apurados          |                         |                               |                               |                                |                                |
| Votos válidos           | Votos válidos           | 294.915                       | 94,88%                        | 289.470                        | 96,98%                         |
| Votos em branco         | Votos em branco         | 4.608                         | 1,48%                         | 2.989                          | 1,00%                          |
| Votos nulos             | Votos nulos             | 11.313                        | 3,64%                         | 6.019                          | 2,02%                          |
| Total de votos apurados | Total de votos apurados | 310.836                       | 100,00%                       | 298.478                        | 100,00%                        |
| Eleitores               |                         |                               |                               |                                |                                |
| Comparecimento          | Comparecimento          | 310.836                       | 84,42%                        | 298.478                        | 81,07%                         |
| Abstenções              | Abstenções              | 57.352                        | 15,58%                        | 69.710                         | 18,93%                         |
| Total de eleitores      | Total de eleitores      | 368.188                       | 100,00%                       | 368.188                        | 100,00%                        |
| Total de seções: 989    |                         |                               |                               |                                |                                |

### Vereador
| Everton Pop               | PP   | 6.019 | 1,79% |
| Lutero Ponce              | PMDB | 5.105 | 1,73% |
| Francisco Vuolo           | PR   | 5.055 | 1,71% |
| Ediva Alves               | PSDB | 4.882 | 1,66% |
| Clovito                   | PTB  | 4.797 | 1,63% |
| Chico 2000                | PR   | 4.564 | 1,55% |
| Leve Levi                 | PP   | 4.327 | 1,47% |
| Ivan Evangelista          | PPS  | 4.145 | 1,41% |
| Paulo Borges Junior       | PSDB | 4.014 | 1,36% |
| Adevair Cabral            | PDT  | 3.916 | 1,33% |
| Domingos Sávio            | PMDB | 3.879 | 1,32% |
| Dr. Lúdio Cabral          | PT   | 3.849 | 1,31% |
| Professor Néviton         | PRTB | 3.798 | 1,29% |
| Antonio Fernandes         | PSDB | 3.673 | 1,25% |
| Lueci Ramos               | PSDB | 3.628 | 1,23% |
| Deucimar                  | PP   | 3.524 | 1,19% |
| Ralf Leite                | PRTB | 3.115 | 1,06% |
| Toninho de Souza          | PDT  | 3.093 | 1,05% |
| Pastor Washington Barbosa | PRB  | 2.002 | 0,68% |

| Votos válidos   | Votos válidos   | 294.909 | 94,88% |
| Votos nulos     | Votos nulos     | 6.645   | 2,14%  |
| Votos em branco | Votos em branco | 9.282   | 2,99%  |
| Total           | Total           |         |        |
| --------------- | --------------- | ------- | ------ |